# Vale Real
Vale Real es un municipio brasileño del estado de Rio Grande do Sul.

## Datos básicos
- Su población estimada para el año 2004 era de 4.808 habitantes.
- Ocupa una superficie de 57,136 km².

### Coordenadas
- Latitud: 29º23'54" Sur
- Longitud de 51º15'13" Oeste
- Altitud: 450 metros sobre el nivel del mar.

- Datos: Q1758328
- Multimedia: Vale Real / Q1758328